# Maria Lundqvist
Annika Maria Lundqvist (Frölunda, 14 de outubro de 1963) é uma atriz e comediante sueca. Por sua atuação no cinema, ela recebeu dois prêmios Guldbagge.

## Filmografia parcial
| Ano  | Título              | Papel            | Notas |
| ---- | ------------------- | ---------------- | ----- |
| 2008 | Everlasting Moments | Senhorita Petrén |       |
| 2008 | Involuntary         | a atriz          |       |
| 2005 | Mother of Mine      | Signe Jönsson    |       |
| 2001 | Deadline            | Eva-Britt Qvist  |       |